# Achillea heterophylla
Achillea heterophylla là một loài thực vật có hoa trong họ Cúc. Loài này được Spreng, mô tả khoa học đầu tiên năm 1801.